# Prémanon
Prémanon település Franciaországban, Jura megyében. Lakosainak száma 1244 fő (2022. január 1.). Prémanon Divonne-les-Bains, Lajoux, Lamoura, Longchaumois és Les Rousses községekkel határos.

## Népesség
A település népességének változása:
| Lakosok száma | 284  | 320  | 606  | 931  | 1151 | 1177 | 1188 | 1200 | 1201 | 1244 |
|               | 1968 | 1982 | 1990 | 2006 | 2013 | 2015 | 2017 | 2019 | 2020 | 2022 |